# ديفيد ديبلاسيدو
ديفيد دبلاسيدو (ولد في 18 مايو 1977، في نيوماركت، أونتاريو) هو لاعب كرة قدم كندي سابق لعب معظم حياته المهنية مع تورنتو لينكس حيث يتولى حاليا قيادة النادي. في النصف الأخير من حياته المهنية، لعب في الدوري الكندي لكرة القدم.

## المسيرة المهنية
في صيف 1998 وقع مع تورونتو لينكس لأول مرة في 2 مايو 1998 ضد لونغ آيلاند رايد رايدرز، وحصل على جائزة لينكس العامة.
في عام 1999، أعطاه بيتر بينيزوتو دورًا أساسيًا في خط الوسط للتألق في وسط الملعب. في وقت لاحق تطور ليصبح لاعب خط وسط ماهرا مع رؤية تمريرية رائعة ساعدت لينكس على جعل التصفيات في عام 2000 تقضي على فرق مثل لونغ آيلاند رايد رايدرز وريتشموند كيكرز، لكن نهاية مباراة لينكس انتهت في نهائي المؤتمر الشرقي ضد روتشستر راينج رينوس في خسارة 2-1 .
في عام 2001، سجل هدفين، لكنه فشل في الوصول إلى مرحلة التصفيات، كما فعل الموسم السابق، وفي نهاية الموسم حصل على جائزة Lynx Fan.
في 9 يونيو 2002، لعب مباراته رقم 100 مع النادي. بمجرد أن انتهى موسم الدوري الأمريكي لعام 2002، تم إعارته إلى أولمبي ميسيسوجا من دوري كرة القدم الكندي المحترف.
ظهر لأول مرة في 11 سبتمبر 2002 في مباراة كأس كندا المفتوحة ضد تورونتو كرواتيا.
سجل هدفه الأول لميسيسوجا في فوز 4-3 على فوغان صن ديفلز في 4 أكتوبر 2002.
هزم من قبل نورث يورك أستروس في مباراة فاصلة.
في عام 2003 و 2004 كافح وفشل في إجراء التصفيات مرة أخرى. تم الإعلان في 19 أبريل 2005 عن إعادة توقيعه لموسم 2005.
طوال الموسم، كان أداء لينكس ضعيفًا وكان الفريق عالقًا في الجزء السفلي من الجدول لمعظم العام، وانتهى في النهاية بتسجيل 3 انتصارات و 17 خسارة، وهو أسوأ أداء في تاريخ الدوري والنادي وبذلك ينتهي في المركز الثاني عشر.
في 1 أغسطس 2005، تم نقله إلى مونتريال امباكت مع تشارلز بيكي من أجل مساعدة النادي الذي فقد لاعبين رئيسيين للفرق الأوروبية. لعب دورًا رئيسيًا في خط الوسط وساعد امباكت في فوزه في 15 مباراة مسجلاً رقمًا قياسيًا جديدًا في الدوري، بينما ساعد الفريق على انتزاع لقب الموسم والمطالبة بكأس فوياجيورس، لكن امباكت فشل في الدفاع عن لقب الدوري لعام 2004.
في صيف عام 2006 مع عودة المدرب دونكان وايلد، عاد ديبلاتسيدو إلى تورونتو مع الإعلان عن توقيعه في مؤتمر صحفي في 18 أبريل 2006.
في 18 أغسطس 2006 تم تكريمه كأول لاعب يصل إلى 200 مباراة في تورونتو لينكس.
في موسم 2006، نجح لينكس في 10 مبارايات في ارضه، ووصل إلى المباراة النهائية لكأس كندا المفتوحة، لكنه هزم من قبل أوتاوا سانت أنتوني إيطاليا في خسارة بنتيجة 2-0.
بمجرد أن انتهى الموسم، أسقط امتياز لينكس قسمين إلى بي دي ال، مما أدى إلى إخراج من عقده مع جميع اللاعبين المحترفين الآخرين. غادر لينكس كقائد مميز بلعبه 206 مباريات منذ انضمامه في عام 1998.
في 27 يونيو 2007، انضم إلى نورث يورك استروس في رابطة كرة القدم الكندية. ساعد استروس من خلال انتزاع مباراة فاصلة بحصوله على المركز الثالث في القسم الوطني، ولكن تم القضاء عليه من قبل بطل نهائي تورونتو كرواتيا.
في عام 2008، وقع ديباسيدو مع إيطاليا شوترز، وسجل هدفًا في أول مباراة له مع النادي ضد البرتغال في 5 سبتمبر 2008. ساعد ديباسيدو النادي على الفوز بلقب القسم الدولي الثاني.
في مباراة التصفيات، ساهم بفوزه على برامبتون ليونز في الدور ربع النهائي. لكن لسوء الحظ، هُزِمَوا امام العقبان البيضاء في مباراة نصف النهائي.

## جوائز والقاب

### مونتريال
- كأس USL الدرجة الأولى (1): 2005
- كأس فوياجيرس (1): 2005

### إيطاليا
- بطولة انترناشنال دفشن (1): 2008